# 氢氧化钍
氢氧化钍是一种无机化合物，化学式为Th(OH)4。

## 制备
氢氧化钍可由稀氢氧化钠和可溶性钍盐按化学计量比反应得到。但在反应初期，碱不足时生成碱式硝酸盐沉淀。

## 化学性质
新制备的氢氧化钍易溶于酸，久置后溶于酸的能力下降。
氢氧化钍受热分解，产生氧化钍：
Th(OH)4 → ThO2 + 2 H2O
氢氧化钍在高压下和二氧化碳反应，生成碳酸钍半水合物。